# رياح جنوبية (علم الأرصاد)
في مجال الأرصاد الجوية، تُعرف الرياح الجنوبية بأنها رياح قوية قادمة من الجنوب.
إنه أيضًا مصطلح يستخدم على نطاق واسع في اللغة الاصطلاحية البحرية للإشارة في الواقع وعمومًا «للرياح القوية الآتية من الجنوب».